# ماسایوکی هیوکای
ماسایوکی هیوکای (انگلیسی: Masayuki Hyokai؛ زادهٔ ۲۱ مارس ۱۹۵۰) بازیکن هندبال اهل ژاپن بود.